# Spies Like Us (singolo)
Spies Like Us è un brano musicale di Paul McCartney, pubblicato come singolo in vari formati, alla fine del 1985.

## Il brano

### Registrazione
Paul McCartney incise il brano per l'omonimo film di John Landis con Chevy Chase e Dan Aykroyd, flop sia al botteghino che per la critica. Poco prima della pubblicazione del 45 giri, alcune star della pellicola filmarono, assieme al polistrumentista, un videoclip; girato agli Abbey Road Studios, diretto da Landis.

### Pubblicazione
Il 45 giri Spies Like Us presenta, come b-side, il brano My Carnival, accreditato a "Paul McCartney & Wings"; infatti, l'ex-band di Paul aveva inciso il pezzo nel febbraio 1975, durante le sedute per Venus and Mars, ma non era stato ancora pubblicato ufficialmente. Invece, il 12", ha ben cinque tracce: oltre My Carnival, è presente un mixaggio, realizzato da John Potoker, che dura oltre 7 minuti, un "Alternative Mix (Known to His Friends as "Tom")", creato dagli Art of Noise, una "DJ Version" di 3:46 ed un "Party Mix" di My Carnival, fatto da Gary Langan, dedicato al "Professor Longhair", con una durata di circa 6 minuti. Sia il 7" che il 12" erano stati commercializzati a partire dal 18 novembre 1985; il 2 dicembre dello stesso anno venne pubblicato anche il picture disc da 12", seguito, una settimana dopo, da quello da 7". Un'ultima pubblicazione, destinata alle radio, presentava la "D.J Version" di Spies Like Us e My Carnival.
Il 45 giri presentava un incartamento, con la fotografia di copertina scattata dalla moglie Linda Eastman e con quella del retro-copertina da David Morse. All'interno, nel 12" c'è un gran numero di fotografie messe assieme, mentre il 7" presenta una piccola porzione di esse. Il singolo venne messo fuori catalogo il 31 ottobre 1987.
Il singolo arrivò alla tredicesima posizione delle classifiche britanniche, e, negli States, alla settima di Billboard Hot 100 ed alla trentunesima di Mainstream Rock Songs; fu l'ultimo singolo di McCartney che entrò nella Top 10 di Billboard. Nella ristampa su CD dell'album Press to Play del 1993, il pezzo è stato aggiunto come bonus track, diventando la quattordicesima traccia del disco.

## Tracce

### 7"
Lato A
1. Paul McCartney – Spies Like Us – 4:42 (Paul McCartney)

Lato B
1. Paul McCartney & Wings – My Carnival – 3:56 (McCartney)

### 12"
Lato A
1. Spies Like Us (Party Mix) – 7:10 (Paul McCartney)
2. Spies Like Us (Alternative Mix-Known to His Friends as "Tom") – 3:56 (McCartney)

Lato B
1. Spies Like Us (DJ Version) – 3:46 (McCartney)
2. My Carnival (Party Mix)